# 电白县支部暨农民协会旧址
电白县支部暨农民协会旧址，位于中国广东省茂名市电白县电城镇公园侧，为电白县的一个县级文物保护单位，类型为近现代重要史迹及代表性建筑，公布时间为2003年9月1日。
电白县支部暨农民协会旧址的历史年代为民国。